# Christine Henning

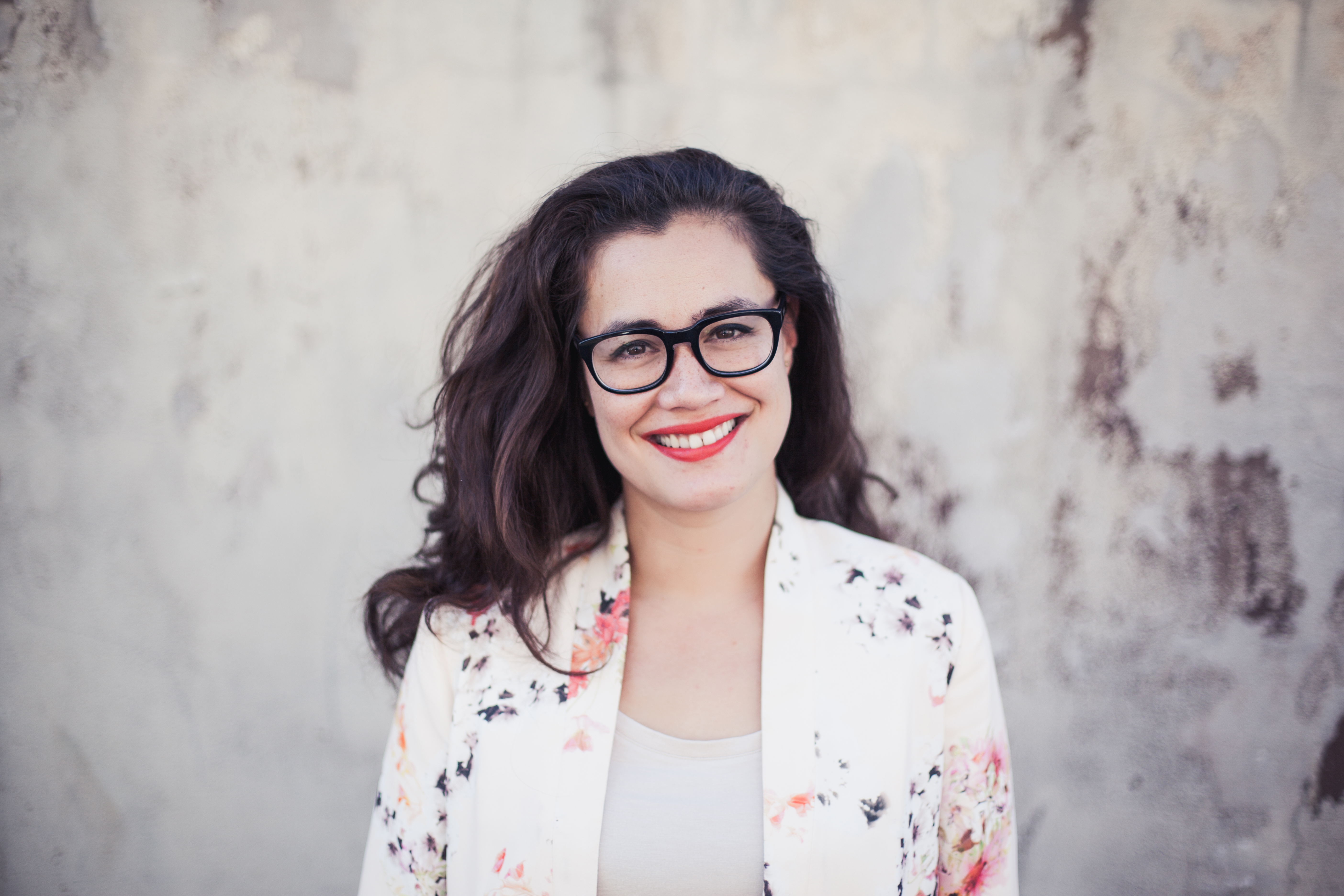
Christine Henning, 2015

Christine Henning (* 9. Mai 1981 in Athen) ist eine deutsche Fernsehmoderatorin und Schauspielerin.

## Leben
Henning ist die Tochter eines deutschen Vaters und einer indonesischen Mutter. Ihre Kindheit verbrachte sie bis zum 8. Lebensjahr in Mexiko und Argentinien. Im Jahr 2003 begann sie an der Hochschule Fresenius in Köln ein Studium der Medienwirtschaft, das sie 2007 als Medienwirtin abschloss. Zusätzlich nahm sie 2006 in Barcelona Schauspielunterricht. Seit Juli 2007 moderierte sie Ehrensenf, eine Internet-Fernsehsendung, in der Fundstücke aus dem World Wide Web humorvoll im Stil von Nachrichtensendungen kommentiert wurden. 2010 moderierte sie zusammen mit Olli Briesch die Sendung Weck Up. Seit 2010 moderiert sie im KiKA zusammen mit Ralph Caspers die Sendung Du bist kein Werwolf – Leben in der Pubertät und zwischen 2013 und 2019 für sieben Staffeln die Kochshow The Taste bei Sat.1. Weiter ist sie als Moderatorin von Veranstaltungen tätig. An der Hochschule der Medien in Stuttgart dozierte sie 2013 zum Thema „Online-Moderation“.

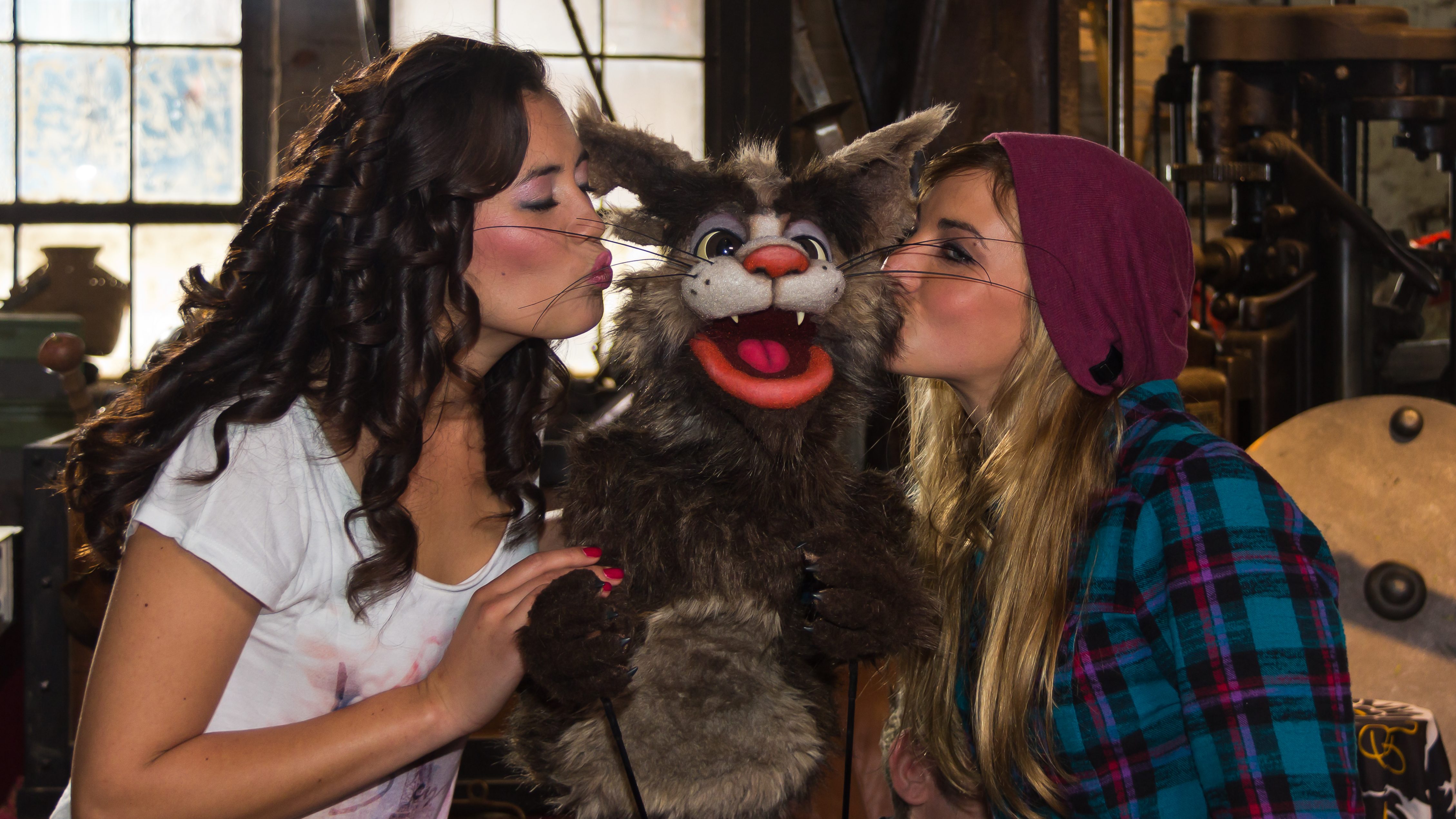
Christine Henning bei Dreharbeiten zu Kaiser! König! Karl!, 2014

Henning lebt und arbeitet in Köln.

## Werk

### Moderationen
- Von der Poesie des Samples (SWR2), 2007
- Ehrensenf (Internet-TV), Ravenrocker 2007–2011
- Weck up (Sat.1), News & Pictures 2010
- Du bist kein Werwolf – Über Leben in der Pubertät (KiKA), tvision 2011
- The Taste (Sat.1), 2013–2019
- Geld oder Liebe (WDR), 12. November 2014[5]
- Trau dich – Jetzt wird geheiratet (Sat.1)

### Schauspiel
- Kaiser! König! Karl! (WDR, KiKa), seit 2014

### Hörbücher
- Vampire Diaries – In der Schattenwelt: Band 4 – Hörbuch, cbj audio 2010, ISBN 383710432X
- Vampire Diaries – In der Dunkelheit: Band 3 – Hörbuch, cbj audio 2010, ISBN 3837104311

### Bücher
- Du bist kein Werwolf: Eine Gebrauchsanweisung für die Pubertät – Buch, Rowohlt-Taschenbuch-Verlag 2011, ISBN 9783499626340
- Hendrik Unger, Christine Henning, Anne Unger: Play! Das Handbuch für YouTuber. 2., aktualisierte Auflage. Rheinwerk, Bonn 2019, ISBN 978-3-8362-6623-9.

## Auszeichnungen
- Deutscher IPTV-Zuschauerpreis 2009 für Ehrensenf[6]
- Emil 2012 für Du bist kein Werwolf